# Núria Llorach i Boladeras
Núria Llorach i Boladeras (Barcelona, 1962) ha sigut presidenta (en funcions) de la Corporació Catalana de Mitjans Audiovisuals (CCMA) entre gener del 2018 i març del 2022. En l'actualitat, i des de l'abril de 2022, és Secretària General del Consell de l'Audiovisual de Catalunya.
Llorach és llicenciada en Filosofia i Ciències de l'Educació per la Universitat de Barcelona, ha realitzat un Programa de Desenvolupament Directiu a l'IESE i ha estat directora executiva de l'Institut Català de les Dones (1990-2000) i membre del Consell Assessor de Televisió Espanyola a Catalunya (1995-1996). També ha estat membre del Consell de l'Audiovisual de Catalunya (2000-2008) i presidenta del Fòrum d'Entitats de Persones Usuàries de l'Audiovisual. Núria Llorach va succeir en el càrrec a Brauli Duart.